# حاکم حسکانی
عبیدالله بن عبدالله حَسکانی شناخته شده به حاکم حسکانی از دانشمندان مسلمان ایرانی در سده پنجم هجری قمری بود.

## نام و نسب
| نام       | کنیه       | نام پدر | کنیه پدر   | شهرت                        | نسب                           | نسب کامل                                                                                      |
| --------- | ---------- | ------- | ---------- | --------------------------- | ----------------------------- | --------------------------------------------------------------------------------------------- |
| عبید الله | ابو القاسم | عبدالله | ابی الحداد | حاکم حسکانی، ابن ابی الحداد | حسکانی، نیشابوری، قرشی، عامری | ابو القاسم، عبید الله بن عبدالله بن احمد بن محمد بن احمد بن محمد بن حسکان قرشی عامری نیشابوری |

## آثار و نوشته‌ها
- تصحیح خبر ردّ الشَّمس لعلی رضی الله عنه
- خصائص علی بن أبی طالب علیه السلام فی القرآن

* شواهد التنزیل لقواعد التفضیل :مهم‌ترین و معروف‌ترین اثر وی که نام کاملش این است: «شواهد التنزیل لقواعد التفضیل فی الآیات النازلة فی اهل البیت علیهم السلام.» در این کتاب، آیاتی از قرآن که دربارهٔ پیامبر اسلام و اهل بیت او گفته شده بر اساس احادیث پیامبر و صحابه، تفسیر و تأویل شده است.